# Aeletes rectistrius
Aeletes rectistrius är en skalbaggsart som beskrevs av Wenzel 1944. Aeletes rectistrius ingår i släktet Aeletes och familjen stumpbaggar. Inga underarter finns listade i Catalogue of Life.